# Акцелерометар
Акцелерометар је направа за мјерење убрзања (акцелерације) тијела у покрету. Користи се за разне намјене, индикацију оптерећења, мјерење пређеног пута, навођење ваздухоплова и пројектила и друге.
Рад акцелерометра се заснива на мјерењу сила инерције које дјелују на инструмент у току кретања. На инерцијалну масу која је слободна да се креће у само једној димензији дјелује убрзање тог смјера, и она се помјера у складу са тренутном акцелерацијом. Помјерање масе се региструје и даље користи за жељену намјену.
Постоје акцелерометри који не користе принцип кретања инерционе масе већ вибрације, промјену капацитета, оптички и други. Данас се могу купити и мали интегрисани акцелерометри у облику интегрисаног кола.
За биљежење активности акцелерометра се користи справа звана акцелерограф.